# هنري غافني
هنري غافني (بالإنجليزية: Henry Gaffney)‏ هو مغن مؤلف وملحن أمريكي، ولد في 1949، وتوفي في 2010.

## وصلات خارجية
- هنري غافني على موقع ميوزك برينز (الإنجليزية)
- هنري غافني على موقع ديسكوغز (الإنجليزية)